# Itō Hirobumi
Pour les articles homonymes, voir Ito.
Itō Hirobumi est un nom japonais traditionnel ; le nom de famille (ou le nom d'école), Itō, précède donc le prénom (ou le nom d'artiste) Hirobumi.
Itō Hirobumi, 1er duc Itō (伊藤 博文) (16 octobre 1841 - 26 octobre 1909) est un homme politique japonais.

## Biographie

### Famille
Né « Hayashi Risuke » (林 利助) puis renommé en 1857 « Mizui Shunsuke » (水井 春輔), il est issu d'une famille paysanne adoptée par des samouraïs du Suō, appauvris depuis et retournés à la terre. Son grand-père adoptif étant adopté au sein de la puissante famille Itō du domaine de Chōshū, il prend définitivement ce patronyme.

### Jeunesse et études
Enfant très brillant, vite remarqué par les autorités du Chōshū, il intègre en 1857, sur la recommandation de Kurihara Ryōzō et malgré son bas rang social, l'école de Matsumoto, alors dirigée par Yoshida Torajirō, école dont il sort en 1859, fortement influencé par les thèses légitimistes et xénophobes de son professeur.
À l'annonce de l'exécution de son maître par les autorités shogunales lors de la purge d'Ansei (1858 – 1859), il s'engage définitivement en politique (1862) avec son condisciple Katsura Kogorō aux côtés des partisans du mouvement isolationniste, devenu depuis le 25 juin 1863 la doctrine impériale du Sonnō jōi (尊皇攘夷), et devient un activiste du mouvement pour l'abolition du bakufu (倒幕運動, Tōbaku undō).
Patriote légitimiste convaincu, il participe tout d'abord au complot (avorté) contre le principal rival (intellectuel) de Yoshida dans le Chōshū, Nagai Uta (長井 雅楽), ainsi qu'à diverses actions violentes et spectaculaires, notamment l'incendie de la légation britannique (31 janvier) et l'agression du 10 février contre Hanawa Tadatomi (塙 忠宝).

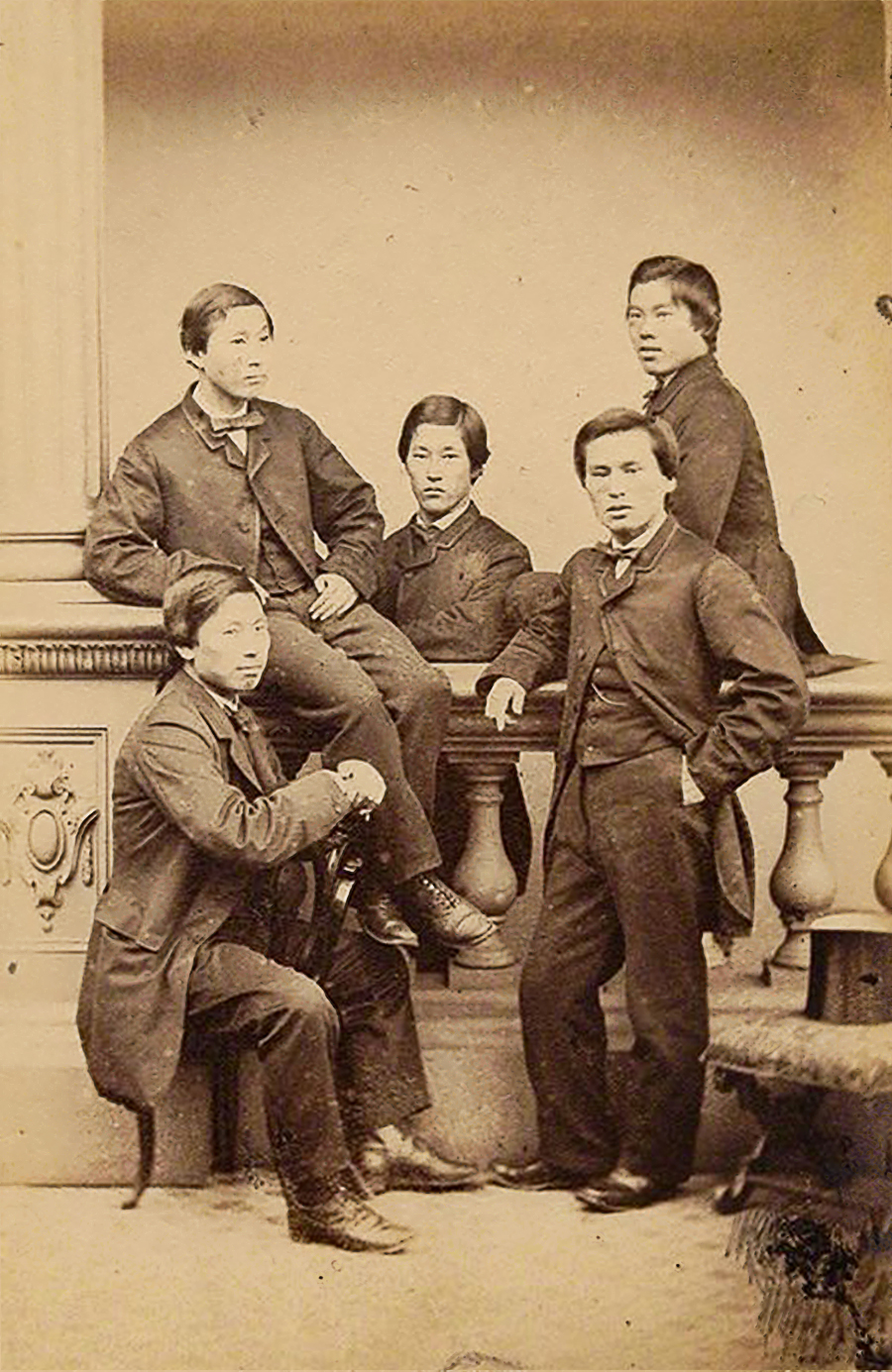
Les cinq de Chōshū ; Hirobumi est assis sur la balustrade, à droite.

Il est ensuite missionné par le clan de Chōshū avec quatre autres intellectuels (les cinq de Chōshū) au Royaume-Uni pour y étudier les sciences et les mœurs des Européens.
Les cinq du Chōshū étudient à l'University College de Londres (1863-1864), sous la houlette du professeur Williamson.
Tous prennent alors conscience du retard accumulé par le Japon tant au niveau politique, économique et militaire que scientifique et technologique ; le jeune Hirobumi, autrefois adversaire acharné des Occidentaux et partisan de l'isolement du Japon, apprend beaucoup à leur contact et se transforme rapidement en fervent soutien de l'établissement de relations diplomatiques et de l'ouverture générale du pays au commerce international.

## Vie publique
En 1864, Itō Hirobumi et Inoue Kaoru rentrent précipitamment au Japon pour convaincre le clan de ne pas attaquer l'Angleterre : c'est au cours des négociations avec les représentants du Royaume-Uni qu'il fait la connaissance du diplomate britannique Ernest Satow, lui-même issu de l'University College et avec lequel il reste ami.
Sa connaissance de l'Europe et son anglophilie lui ouvrent les portes de la nouvelle administration (restauration Meiji) ; il obtient rapidement une place de conseiller (参与員, san'yoin) chargé des affaires internationales. En 1870, il est missionné avec Yoshikawa Akimasa (芳川 顕正) et Fukuchi Gen'ichirō (福地 源一郎) aux États-Unis pour y étudier le système monétaire occidental ; à son retour au Japon en 1871, il est appointé directeur du service des impôts et des taxes, puis est nommé vice-ministre des Travaux publics.
En 1871-1873, il participe, en tant que vice-ambassadeur, à la mission Iwakura (岩倉使節団, Iwakura shisetsudan) aux États-Unis et en Europe. En 1873, il est nommé conseiller (参議員, sangi'in) et ministre des Travaux publics.
En 1875, il préside la première assemblée des gouverneurs préfectoraux, en tant qu'élu de la préfecture de Hyōgo (兵庫県, Hyōgo-ken).
Le décès de Kido Takayoshi en 1877 suivi de l'assassinat en 1878 de son supérieur, le ministre de l'Intérieur Ōkubo Toshimichi, lui permet de succéder à ce dernier. Dès lors, plus rien n'entrave son cursus honorum. Jusqu'en 1888, il est Premier ministre du Japon, poste qu'il occupe quatre fois, notamment durant la guerre sino-japonaise (1894-1895). Il participe au projet de la Constitution de 1889 et à la mise en place d'un parlement bicaméral. En 1889, il fonde l'un des premiers partis politiques japonais, le Seiyūkai (政友会). Il est l'un des représentants du Japon durant la signature du traité de Shimonoseki, qui marque la fin de la guerre sino-japonaise et permet au Japon d'annexer nombre de territoires jusque-là sous autorité chinoise.

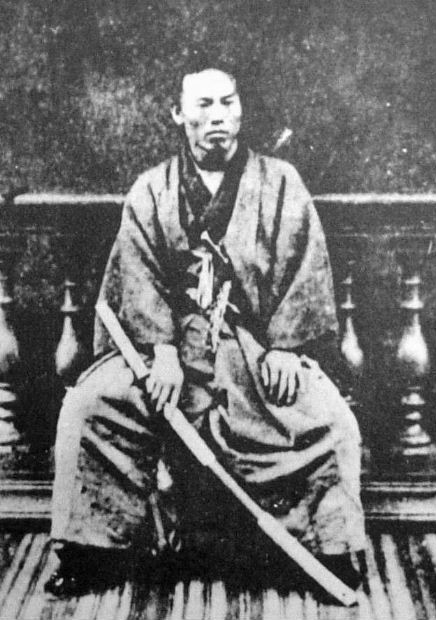
Itō Hirobumi à l'époque de son activisme légitimiste, vers 1862.

Ses tentatives pour éviter la guerre avec la Russie suscitent le mécontentement des militaires.
Sous leur pression, il est remercié et devient le 21 décembre 1905 résident-général de Corée, à la suite du traité d'Eulsa ratifié en novembre, qui établit le protectorat du Japon sur la Corée.

## Assassinat
Il est assassiné par le résistant coréen An Jung-geun le 26 octobre 1909 à la gare de Harbin, au nord-est de la Chine. Son assassin est condamné par la cour coloniale japonaise et exécuté le 26 mars 1910. En représailles, le Japon annexe purement et simplement la Corée.

## Postérité et hommages
Son portrait, avec barbe et moustache grisonnantes, était imprimé sur les anciens billets de banque japonais de mille yens.
Itō a des relations étroites avec Louis-Émile Bertin, le fondateur de la marine militaire moderne du Japon, pendant toute la durée de sa mission auprès de l'empereur Meiji, de 1886 à 1889. Cette proximité avec la France contribue à ce qu'il soit élevé à la dignité de grand-croix de la Légion d'honneur le 29 avril 1898.

## Distinctions

### Décorations japonaises
- Grand collier de l'ordre suprême du Chrysanthème (18 novembre 1895)
- Médaille de la promulgation de la Constitution impériale (25 novembre 1889)
- Grand cordon de l'ordre des fleurs de Paulownia (11 février 1889)
- Grand cordon de l'ordre du Soleil levant (2 novembre 1877)

### Décorations étrangères

#### Empire allemand
- Chevalier grand-croix de l'Ordre de l'Aigle rouge (22 décembre 1886)
- Chevalier de l'Ordre de la Couronne (1re classe) (7 mars 1885)

#### Empire austro-hongrois
- Chevalier de l'Ordre de la Couronne de fer (1re classe) (27 septembre 1886)

#### Belgique
- Grand-cordon de l'Ordre de Léopold (4 octobre 1897)

#### Empire britannique
- Chevalier grand-croix de l'Ordre du Bain (15 mars 1902)
- Médaille du jubilé de diamant de Victoria (4 octobre 1897)

#### Empire coréen
- Chevalier de l'Ordre du Cheok d'Or (18 avril 1904)

#### Royaume d'Espagne
- Grand collier de l'Ordre de Charles III d'Espagne (26 octobre 1896)

#### France
- Grand-croix de l'Ordre de la légion d'honneur (29 avril 1898)

#### Royaume d'Italie
- Chevalier de l'Ordre suprême de la Très Sainte Annonciade (15 mars 1902)
- Chevalier grand-croix de l'Ordre des Saints-Maurice-et-Lazare (3 mai 1887)

#### Royaume de Portugal
- Grand-croix de l'Ordre de l'Immaculée Conception de Vila Viçosa (25 août 1887)

#### Empire russe
- Chevalier de l'Ordre de Saint-Alexandre Nevski (1re classe) (19 mars 1896)
- Chevalier de l'Ordre de l'Aigle blanc (17 septembre 1883)

#### Grand-duché de Saxe-Weimar-Eisenach
- Grand-croix de l'Ordre du Faucon blanc (29 septembre 1882)

#### Siam
- Chevalier grand-croix de l'Ordre de la Couronne de Thaïlande (24 janvier 1888)

#### Suède-Norvège
- Commandeur grand-croix de l'Order de Vasa (25 mai 1885)